# Kaltental
Kaltental település Németországban, azon belül Bajorországban. Lakosainak száma 1789 fő (2023. december 31.).

## Népesség
A település népessége az elmúlt években az alábbi módon változott:
| Lakosok száma | 1260 | 1173 | 1653 | 1635 | 1656 | 1653 | 1664 | 1675 | 1785 | 1789 |
|               | 1970 | 1975 | 2011 | 2012 | 2014 | 2015 | 2017 | 2019 | 2022 | 2023 |